# Smělmír Brandorád
Smělmír Brandorád (2982 Třetího věku), známý spíše pod svou přezdívkou Smíšek, je jedna z hlavních postav románové trilogie Pán Prstenů spisovatele J. R. R. Tolkiena. Smíšek je hobit a pochází z Kraje, z části zvané Rádovsko. V Kraji si vysloužil přízvisko Nádherný.
Ve filmové trilogii ho hraje Dominic Monaghan.

## Smíškův život
Smělmír Brandorád se narodil roku 2982 Třetího věku. Jeho otcem byl Saramír Brandorád, pán Rádovska a jeho matkou Esmeralda Bralová, mladší sestra Paladina Brala, otce Pipina. Smíšek neměl sourozence, ale byl neustále se svým bratrancem Pipinem a vycházeli spolu jako bratři. Oba byli blízkými přáteli Froda Pytlíka, a když se Frodo rozhodl na Gandalfovu radu odejít z Kraje, připojili se k němu. Protože byli od začátku své cesty pronásledováni Černými jezdci, vyvedl Smíšek hobity z Kraje cestou přes Starý hvozd. Tam hobiti upadli do zajetí Dědka Vrbáka, ale zachránil je Tom Bombadil. Po odchodu z jeho domu byli znovu zajati, tentokrát Mohylovým duchem, ale opět je zachránil Tom Bombadil. Hobiti si poté z mohyly vzali dýky, které používali jako krátké mečíky. Smíšek tak náhodou přišel ke zbrani, která byla před dávnými věky ukována speciálně proti Pánovi nazgûlů, vládci zaniklé říše Angmar.
Po mnoha dalších nebezpečných dobrodružstvích hobiti za pomoci Aragorna došli do Roklinky, kde se po Elrondově Radě Smíšek s Pipinem přidali ke Společenstvu prstenu a vypravili se s Frodem na cestu do Mordoru. V Roklince byl Smíšek několikrát viděn, jak studuje mapu a plánuje trasu jejich cesty.
Před vstupem do dolů Morie, když se marně snažili otevřít její zamčené dveře, přivedl Smíšek Gandalfa na správné otvírací slovo (mellon). Když prošli elfským lesem Lothlórienem, Galadriel, Paní z Lesa, každému členu Společenstva věnovala dary. Smíšek s Pipinem dostali ozdobné opasky ke svým mečíkům, elfí pláště a lembas, cestovní chléb elfů.
Po rozpadnutí Společenstva nad Rauroským vodopádem byl s Pipinem svědkem Boromirovy hrdinské smrti, když se je snažil zachránit před skuruty, kteří je chtěli odvléct do Železného pasu. Když se je skřeti pokoušeli zajmout, Smíšek několik z nich posekal svým mečíkem a utrpěl za to vážné zranění na hlavě, takže až do konce života měl na čele hlubokou jizvu. Během skřetího putování byl po většinu času v bezvědomí, takže iniciativu k útěku vyvíjel Pipin. Skuruti byli po dlouhém putování Rohanen pobiti rohanskými jezdci a Smíšek s Pipinem utekli do Fangornského lesa. Tam potkali Stromovouse, nejstaršího z entů. Ve Fangornu jim Stromovous dal pít entí vodu, po níž hobiti vyrostli a stali se nejvyššími hobity v historii Středozemě (měřili 4,5 stopy). Pobouřen jejich vyprávěním o Sarumanově zradě Stromovous svolal Entí sraz, kde se rozhodlo, že enti půjdou do války proti Sarumanovi. Společně s enty dobyli Železný pas a postarali se o Sarumanovu porážku.
Potom vyčkali příjezdu krále Théodena, se kterým pak jeli do Rohanu. Král Théoden byl velmi překvapen, že u bran Železného pasu nalezl hobity, protože pro něj byli jen lidem z pověstí. Rohirové kdysi dávno přišli ze Severu, kde v minulosti žili také předkové hobitů, takže Rohirové byli možná prvními lidmi, kteří se s hobity nějak kontaktovali. Král se také podivoval hobitímu dýmkovému koření.
Když Pipin odjel s Gandalfem do Gondoru, Smíšek se spřátelil s Théodenem a stal se jeho panošem. Společně s Éowyn tajně jeli do bitvy na Pellenorských polích. Tady se v průběhu bitvy střetli s Černokněžným králem Angmaru, vůdcem nazgûlů. Smíšek zezadu nazgûla bodl svoji dýkou z Mohylových vrchů, která mu mohla, jako jedna z mála, ublížit. Díky tomu byl Černokněžný král přemožen Éowyn. Smíšek si oním bodnutím poranil ruku a byl přenesen do Domů uzdravování v Minas Tirith, kde se s Aragornovou pomocí poměrně rychle zotavil. Nemohl však táhnout do Poslední bitvy před branami Mordoru, takže Pipin byl jediným z hobitů, který se jí zúčastnil. Smíšek zůstal v Domech uzdravování, kde se spřátelil s Faramirem, Boromirovým bratrem, který byl po smrti jejich otce Denethora II. posledním gondorským správcem. Faramir byl zejména zvědavý na Smíškovu cestu s paní Éowyn a z jeho vyprávění pochopil, že Éowyn je našťastně zamilována do Aragorna. Díky porozumění se mu podařilo získat si její srdce a Éowyn se později stala Faramirovou ženou.
Smíšek byl poté nastávajícím králem Rohanu Éomerem prohlášen za rytíře Marky a získal čestné přízvisko Holdwine. Za pomoc Éowyn od ní dostal vzácný kouzelný roh z pokladu draka Scathy, který dokáže zastrašit nepřátele a vyvolat naději v srdcích spolubojovníků. Při pohřbu padlého krále Théodena Smíšek hořce plakal, protože král pro něj byl jako otec.
Když se hobiti společně vrátili do Kraje, nalezli ho zpustošený Sarumanem a jeho uprchlíky z Železného pasu. Smíšek s Pipinem se postavili do čela povstání hobitů a v bitvě u Povodí zvítězili. Smíšek s Pipinem pak byli uznáni nejvyššími hobity, co kdy žili. Smíšek se stal pánem Rádovska jako jeho otec. Král Elessar prohlásil pána Rádovska za jednoho z rádců Arnoru. Smíšek z lásky ke králi Théodenovi napsal pojednání Rostlinopis Kraje, kde se věnoval historii dýmkového koření. Byl rovněž autorem několika dalších odborných studií.
Roku 62 Čtvrtého věku přišla zpráva z Rohanu, že král Éomer si přeje před svou smrtí ještě naposled vidět Smíška s Pipinem. Smíškovi bylo tehdy 102 let. Úřad i majetek oba předali svým následovníkům a odjeli do Edorasu a víckrát je v Kraji nikdo nespatřil. V Edorasu Smíšek zůstal až do smrti krále Éomera a pak se s Pipinem vydali do Gondoru, kde dožili poslední roky života. Když zemřeli, byli uloženi do hrobky v Rath Dínenu, po boku krále Elessara, mezi velikány Gondoru.

## Film
Ve filmové trilogii Pán Prstenů od Petera Jacksona Smíška ztvárnil britský herec Dominic Monaghan, známý třeba ze seriálu Ztraceni. Oproti knize se ve Smíškově příběhu objevuje několik rozdílů:
- Ve filmu zcela chybí Starý hvozd, setkání s Tomem Bombadilem a Mohylový duch. Arnorský mečík tak Smíšek nenajde v mohyle, ale dostane jej od Aragorna.
- Poměrně zdařilá je scéna - v knize se neobejvující - kdy při odpočinku během cesty Společenstva k Morii cvičí Boromir Smíška s Pipinem v boji. Ukazuje se tu hobití bojovnost i to, že mezi mladými hobity a Boromirem vzniklo přátelství.
- Otevírací slovo k branám Morie neodhalí Gandalf se Smíškovou pomocí, nýbrž Frodo s pomocí Gandalfa.
- Rozbití Společenstva je ve filmu pojato dosti odlišně. Ve filmu na sebe Smíšek s Pipinem nalákají skřety, aby zajali je a Frodo mohl uniknout směrem k Mordoru. V knize je jejich situace mnohem beznadějnější, protože jsou zajati skřety, aniž by věděli, co se stalo se zbytkem Společenstva.
- Ve filmu Smíšek vede se Stromovousem dosti ostrou hádku, když se ho snaží přesvědčit, aby enti zaútočili na Železný pas. V knize se celé setkání se Stromovousem nese v mnohem přátelštějším duchu a pro útok na Sarumana se Stromvous rozhodne sám od sebe po domluvě s ostatními enty.
- Souboj s Pánem nazgûlů má v knize nečekané vyvrcholení - podle věštby totiž černokněžný král nepadne rukou muže. Smíšek ovšem až do poslední chvíle netuší, že Rohir jménem Dernhelm je ve skutečnosti Éowyn a není tedy muž. Ve filmu zná identitu Éowyn od samého začátku.
- Ve filmu zcela chybí "vymetení Kraje", tedy závěrečná bitva se Sarumanovými Jižany, v níž se Smíšek vyznamenal. Hobiti se po Válce o Prsten vrátí zpět do Kraje, který najdou zcela nezměněný.